# Sukomulyo (Pajarakan)
Sukomulyo is een bestuurslaag in het regentschap Probolinggo van de provincie Oost-Java, Indonesië. Sukomulyo telt 2849 inwoners (volkstelling 2010).